# 사회생태주의
사회생태주의(영어: Social ecology, 한자: 社會生態主義)는 1964년에 급진적인 환경운동가인 머레이 북친(영어: Murray Bookchin)이 최초로 주장한, 사회-경제-환경 철학이다. 사회생태주의의 제일 기본적인 내용은 사회 구조 면에서 인간을 억압하는 권위의 종식은, 인간에 의한 자연의 억압, 지배의식이 사라질 때 비로소 실현할 수 있으며, 자유와 권위에 대한 인간의 삶과 인간에 의한 권위, 그리고 인간이 자연에 행사하는 권위 의식의 종식과정을 참여주의적 진화관이라 명명했으며, 그것을 인간의 사회와 자연의 사회를 비유했다. 이 때문에 에코-아나키즘이라고도 불리며 사회를 구성하는 모든 요소가 생태에 밀접한 관련을 띄고, 그것이 생태주의적으로 나아간다면, 최종적으로 지속 가능한 발전을 이룰 수 있다는 학문 또는 사상, 이론이다. 현재는 전 세계 환경운동가들의 기본적인 이론이다. '사회 생태', '사회생태이론', '사회생태학' 이라고도 불린다.

## 개요
지구촌의 생태위기와 함께, 여러 생태이론이 제기되었으나, 결국 그것은 사회 연계성이 없는 한쪽으로 치우치거나, 추상적, 이상적인 생태이론에 불과했다. 머레이 북친은 기존의 생태이론에 차별을 두어, 사회의 윤리, 경제의 윤리에 대한 접근법을 창시했고, 곧 그것은 생태와 연관이 된다는 이론이다. 이렇듯, 사회생태주의는 사회의 윤리화를 중요시하므로, 사회에서 인간의 삶에 있어서, 사회생태주의는 사회 구성 요소들에게 주관적이고 구체적인 생태주의적 과제를 제시한다.
그간 수많은 생태이론은 사회를 구성하는 요소들을 다루는 데에 매우 추상적이기 때문에, 사회에 대입하기에는 큰 혼란이 있었다. 때문에 '사회의 윤리화'를 통해 생태 문제를 해결하고자 하는 사회생태주의의 주장은 우리에게 구체적인 과제를 제시해 주고 있다. 사회 생태에서는 생태학 이론뿐만 아니라, 경제의 균형 환경주의적 경제가 혼용되어야 비로소 그 의미가 바로 선다는 데에 의미가 있다. 환경 경제의 등장 배경은, 시장 경제의 효율적 실패가 주된 원인이다. 한정된 자원을 최대 효율에 이용하지 못하는 시장 경제는, 생태주의적인 문제에서 큰 결점을 보여준다. 그리고 그리하여 등장한 게 환경경제학인데 환경경제학에서는 전자에서 언급한 "유한한 자원을 최대 효율로 이용" 그리고, 시장 경제에서 나타나는 환경 오염도 언급한다.

### 변증법적 자연주의
사회 생태론이 사회에게 제기하는 핵심적인 내용은 "현대의 생태 문제는 사회 문제로부터 야기되었다"는 것이다. 머레이 북친은 여기서 "생태 문제와 사회 이론을 어떻게 조합시킬 것인가"라는 것을 다루었다. 이에 대해, 머레이 북친이 주장한 것이 바로 '변증법적 자연주의' 또는 '생태주의적 변증법'이다. 즉, 사회생태주의의 밑바탕이 되는 이론이 바로 변증법적 자연주의라는 것이다. 여기서 자연은 과연 물질인가 아니면, 정신으로 이루어진 하나의 관념적 개체인가를 주된 물음으로 삼고, 그것을 먼저 증명하려는 기존의 자연주의 철학과 달리, 북친의 변증법적 자연주의는 일단 "인간과 자연의 조화가 어떻게 이루어지는가?"라는 물음으로부터 출발하고 있다. 그리하여 사회 생태론의 자연에 대한 이면과 인간에 대한 이면을 함께 가지고 있는 것으로 주장한다.
북친에 의해 이렇게 정의된 자연은  '생태적으로 사고하자'에서 집중적으로 논의되는데, 여기서 북친은 자연을 '참여주의적 진화 생태'라고 칭한다. 즉, 자연은 스스로 자아의식 및 자유, 협동심을 분화시켜 생명을 스스로 조직하며, 그 조직능력은 시대가 진보함에 따라 파급력을 지닌다. 여기서 북친이 정의한 자연에 대한 정의는 자연이 단적인 존재에서 다적인 존재로, 동질적인 것에서 특수한 개체로 분화되는 궁극적으로는 큰 개체를 낳는 파급력을 지니고, 자유로운 자아 형성을 도모하는 과정 그 자체이다. 그리고 여기서 북친이 정의한 자연은 크게 일차자연, 이차자연, 자유자연으로 나뉘는데, 이 세 개의 자연은 별개이며, 단절된 것이다. 세 자연은 과정적 연속체로, 개별화되므로 동시에 공존한 상태이다. 일단 일차 자연이란, 내적 동력으로 진화하며, 이 과정을 통해 이차 자연으로 진화하는데, 북친이 의미한 이차 자연이란 현대에 발달한 인간의 문화, 제도화된 공동체, 인간의 기술, 언어 등등을 표현한다. 즉, 북친은 기본적으로 발달한 자연이란, 이차자연이며 문명이 발달하지 않았을 시기의 인간과 일차자연을 동일시한 것이다. 특히 자유자연은 아직 실현되지는 않은 것이므로, 사회생태주의에서 명시한 경제, 사회, 환경의 조화가 실현된 상태에서 나타난 차세기의 자연관이다.
그러므로 참여주의적 진화관에서의 자연은 다산성을 가지고 생물종들 간의 상보성이 끊임 없이 발달하기 때문에, 진화할 때마다, 기존의 틀은 완전히 잊히고 새롭게 진화되는 과정을 의미하는 것이다. 그래서 이는 미래에 인간들에 의해 인위적으로 조작되는 외삽법적(영어: Extrapolation)인 목적론적 자연관과 다르다고 할 수 있다. 더더욱 그런 것은 참여주의적 진화관에서의 자연 세계는 강자에 의한 약육강식이 널리 퍼진 필연적 법칙이 아니라는 것이다. 자연은 자유로운 생물종 즉, 자유자연들이 공동체가 되어, 주체있는 삶을 사는 시공간 그 자체이며, 참여자로서 자신의 견해를 서로에게 보이며, 영향력을 행사하기도 하는 구조관이다. 이 구조관은 표트르 크로폿킨의 고전적 아나키즘과도 같은 부분이다.

### 사회생태론적 사회 윤리관
오늘날 사회윤리는 크게 개인윤리, 응용윤리, 사회적 윤리성으로 나뉘어있는데, 자연주의적 사회 윤리관은 사회적 윤리성을 주된 가치로 가지고 있다. 북친의 사회생태주의에서는 사회의 윤리성을 중요시하는데 대표적으로 그의 저서인 《Remaking Society》에서 확인할 수 있다. 여기서 생태주의를 개인윤리적으로 접근하게 되면 나타나는 문제점을 지적했는데 즉, 개인의 도덕성 그리고 개인의 의지에 의한 자유로운 결단으로 윤리관이 통일된다면, 결국 그러한 윤리관은 현실적인 결과 그리고 사회적 측면에서 어떠한 영향을 주는지 제대로 파악할 수 없다는 것이 북친의 견해이다.

## 평가
아나키즘을 배경으로 한 변증법적 자연주의는 사회, 경제, 환경적으로 나타나야 할 인간의 윤리관을 제시하고 있다. 사회생태는 심층생태주의(근본생태주의)가 주창하는 추상성을 현실성에 맞게 극복하였고, 생태문제를 최초로 사회적인 문제로 보고자 하는 데서 출발하였기 때문에 생태이론의 한계점을 극복했다는 평이 있다. 또한, 사회생태주의는 에코아나키즘을 실현하기 위한 인간의 사고방식을 정립화함에 있어서, 여러 환경운동가의 기본적인 철학이 되고 있다.
그러나 역시 비판적인 의견도 있는데, 먼저 인간의 능력을 계몽되고 혁신된 것으로 판단하는 낙관적인 태도를 보였다는 것이다. 또한, 그들이 제시하는 생태 공동체가 현실주의자들에 의해 너무 이상적이지 않나 하는 비판이 가해진다.

## 같이 보기
- 생태학
- 지속 가능한 발전
- 환경경제학
- 생태주의
- 아나키즘
- 재활용